# 17940 Kandyjarvis
17940 Kandyjarvis è un asteroide della fascia principale. Scoperto nel 1999, presenta un'orbita caratterizzata da un semiasse maggiore pari a 2,3498530 UA e da un'eccentricità di 0,0773022, inclinata di 5,72502° rispetto all'eclittica.